# Cầy mangut sọc lớn
Cầy cáo sọc lớn là một loài động vật có vú trong họ Eupleridae, bộ Ăn thịt. Loài này được Wozencraft mô tả năm 1986.
Đây là một loài động vật có vú nhỏ chỉ sinh sống trong một khu vực rất nhỏ của Tây Nam Madagascar, trong các đồng có thảm thực vật rừng gai. Đó là một loài cầy mangut màu kem hoặc xám nhạt, với tám sọc đen hoặc nâu trên lưng và hai bên lườn.
Sinh hoạt lúc về đêm và hoàng hôn, loài cầy này sống theo cặp và sing một con một năm, vào mùa hè. Chúng săn chủ yếu bằng cách tìm kiếm ở các đống rác trên mặt đất và các khe đá. Chế độ ăn khác biệt trong mùa mưa và mùa khô. Loài này đôi khi được gọi là cầy Grandidier, đặt theo tên của một nhà khoa học người Pháp đã đến thăm Madagascar trong năm 1800.

## Mô tả
Cầy mangut sọc lớn là loài cầy mangut lớn nhất trong số tất cả các loài cầy mangut nguồn gốc từ Madagascar. Chúng được biết với tám sọc nâu nổi bật chạy dọc từ cổ xuống đến gốc đuôi trên bộ lông màu kem của nó. Đuôi có màu trắng tới màu be. Ngoài khác biệt là có một túi hương thơm được tìm thấy trên con cái, có sự khác biệt kích thước giữa hai giới tính. Chiều dài thân 38-40,5 cm, với đuôi dài 30 - 31,5 cm và khối lượng từ 1-1,5 kg. Theo một nguồn khác, chúng có chiều dài thân 32–40 cm, với đuôi dài 28 – 30 cm và khối lượng từ 500-590 g.

## Lối sống
Cầy mangut sọc lớn chủ yếu ăn động vật không xương sống như châu chấu và bọ cạp, mặc dù nó cũng săn bắt các loài chim nhỏ, bò sát và đôi khi là cả động vật có vú. Mặc dù động vật không xương sống được ăn trong suốt cả năm, chế độ ăn uống có thể thay đổi giữa mùa mưa và mùa khô, với khả năng nhiều động vật có xương sống sẽ được ăn trong mùa mưa.
Cầy mangut sọc lớn là loài sống về đêm, thường đi kiếm ăn một mình hoặc theo cặp. Ban ngày, loài này thường trú ẩn trong các hang hoặc hốc đá để tránh ánh sáng mặt trời gay gắt.

## Phân bố
Cầy khổng lồ sọc là loài đặc hữu của Madagascar. Nó chỉ phân bố ở phía tây nam của đất nước này, với phạm vi ước tính chỉ 442 km vuông. Một tỷ lệ lớn quần thể được tìm thấy trong công viên quốc gia Tsimanampetsotsa, một khu vực được bảo vệ trên bờ biển Madagascar. Chúng thường xuyên nhất được tìm thấy trong môi trường rừng nhiệt đới cây bụi khô, ngoài ra ban ngày loài này có thể được thấy trong một loạt các hang động ở vùng núi đá vôi. Quy mô dân số của loài này được ước tính vào khoảng 2.650 đến 3.540 cá thể.